# Кальман Шоварі
Кальман Шоварі (угор. Sóvári Kálmán, нар. 21 грудня 1940, Будапешт – 16 грудня 2020) — угорський футболіст, що грав на позиції захисника.
Виступав, зокрема, за клуб «Уйпешт», а також національну збірну Угорщини.

## Клубна кар'єра
Розпочав свою кар'єру в клубі «Сашалом». В 1954 році перейшов до клубу «Уйпешт», а у вищому дивізіоні угорського чемпіонату дебютував 1958 року в складі клубу«Уйпешт», в якій провів десять сезонів, взявши участь у 192 матчах чемпіонату. В сезоні 1959/60 років у складі клубу став переможцем національного чемпіонату. Крім цього, 4 рази ставав срібним призером та 2 рази бронзовим призером чемпіонату. В сезоні 1961/62 років у складі клубу став півфіналістом Кубок володарів кубків. 
Завершив професійну ігрову кар'єру у клубі «Едьєтертеш», за команду якого виступав протягом 1969—1973 років.

## Виступи за збірну
1960 року дебютував в офіційних матчах у складі національної збірної Угорщини. Протягом кар'єри у національній команді, яка тривала 7 років, провів у формі головної команди країни лише 17 матчів. 
У складі збірної був учасником чемпіонату світу 1962 року у Чилі (не зіграв жодного поєдинку на цьому турнірі)
У 1966 році на чемпіонаті світу 1966 року в Англії вийшов на поле на лівому фланзі захисту в першому матчі групового етапу проти Португалії. Але після поразки угорців у тому матчі з рахунком 1:3 на цій позиції вже виступав Густав Сепеші, а для Шоварі ця гра стала останньою у формі збірної.

## Досягнення
- Чемпіонат Угорщини
  -  Чемпіон (1): 1959/60
  -  Срібний призер (4): 1960/61, 1961/62, 1967, 1968
  -  Бронзовий призер (2): 1962/63, 1965

## Статистика виступів у збірній
| Матч та голи за національну збірну | Матч та голи за національну збірну | Матч та голи за національну збірну | Матч та голи за національну збірну | Матч та голи за національну збірну | Матч та голи за національну збірну | Матч та голи за національну збірну |
| #                                  | Дата                               | Стадіон                            | Суперник                           | Рахунок                            | Гол                                | Турнір                             |
| 1960                               | 1960                               | 1960                               | 1960                               | 1960                               | 1960                               | 1960                               |
| ---------------------------------- | ---------------------------------- | ---------------------------------- | ---------------------------------- | ---------------------------------- | ---------------------------------- | ---------------------------------- |
| 1.                                 | 13.11.1960                         | Будапешт, Угорщина                 | Польща                             | 4:1                                | 0                                  | товариський                        |
| 2.                                 | 20.11.1960                         | Будапешт, Угорщина                 | Австрія                            | 2:0                                | 0                                  | товариський                        |
| 1961                               |                                    |                                    |                                    |                                    |                                    |                                    |
| 3.                                 | 10.09.1961                         | Берлін, НДР                        | НДР                                | 3:2                                | 0                                  | кв. ЧС 1962                        |
| 4.                                 | 08.10.1961                         | Відень, Австрія                    | Австрія                            | 1:2                                | 0                                  | товариський                        |
| 5.                                 | 22.10.1961                         | Будапешт, Угорщина                 | Нідерланди                         | 3:3                                | 0                                  | кв. ЧС 1962                        |
| 6.                                 | 09.12.1961                         | Сантьяго, Чилі                     | Чилі                               | 1:5                                | 0                                  | товариський                        |
| 7.                                 | 13.12.1961                         | Сантьяго, Чилі                     | Чилі                               | 0:0                                | 0                                  | товариський                        |
| 1962                               |                                    |                                    |                                    |                                    |                                    |                                    |
| 8.                                 | 14.10.1962                         | Будапешт, Угорщина                 | Югославія                          | 0:1                                | 0                                  | товариський                        |
| 9.                                 | 28.10.1962                         | Будапешт, Угорщина                 | Австрія                            | 2:0                                | 0                                  | товариський                        |
| 10.                                | 07.11.1962                         | Будапешт, Угорщина                 | Уельс                              | 3:1                                | 0                                  | кв. ЄВРО 1964                      |
| 11.                                | 11.11.1962                         | Париж, Франція                     | Франція                            | 3:2                                | 0                                  | товариський                        |
| 1963                               |                                    |                                    |                                    |                                    |                                    |                                    |
| 12.                                | 06.10.1963                         | Белград, Югославія                 | Югославія                          | 2:0                                | 0                                  | товариський                        |
| 1965                               |                                    |                                    |                                    |                                    |                                    |                                    |
| 13.                                | 27.06.1965                         | Будапешт, Угорщина                 | Італія                             | 2:1                                | 0                                  | товариський                        |
| 1966                               |                                    |                                    |                                    |                                    |                                    |                                    |
| 14.                                | 03.05.1966                         | Хожув, Польща                      | Польща                             | 1:1                                | 0                                  | товариський                        |
| 15.                                | 08.05.1966                         | Загреб, Югославія                  | Югославія                          | 0:2                                | 0                                  | товариський                        |
| 16.                                | 05.06.1966                         | Будапешт, Угорщина                 | Швейцарія                          | 3:1                                | 0                                  | товариський                        |
| 17.                                | 13.07.1966                         | Манчестер, Англія                  | Португалія                         | 1:3                                | 0                                  | ЧС 1966                            |